# Salchicha de Cumberland

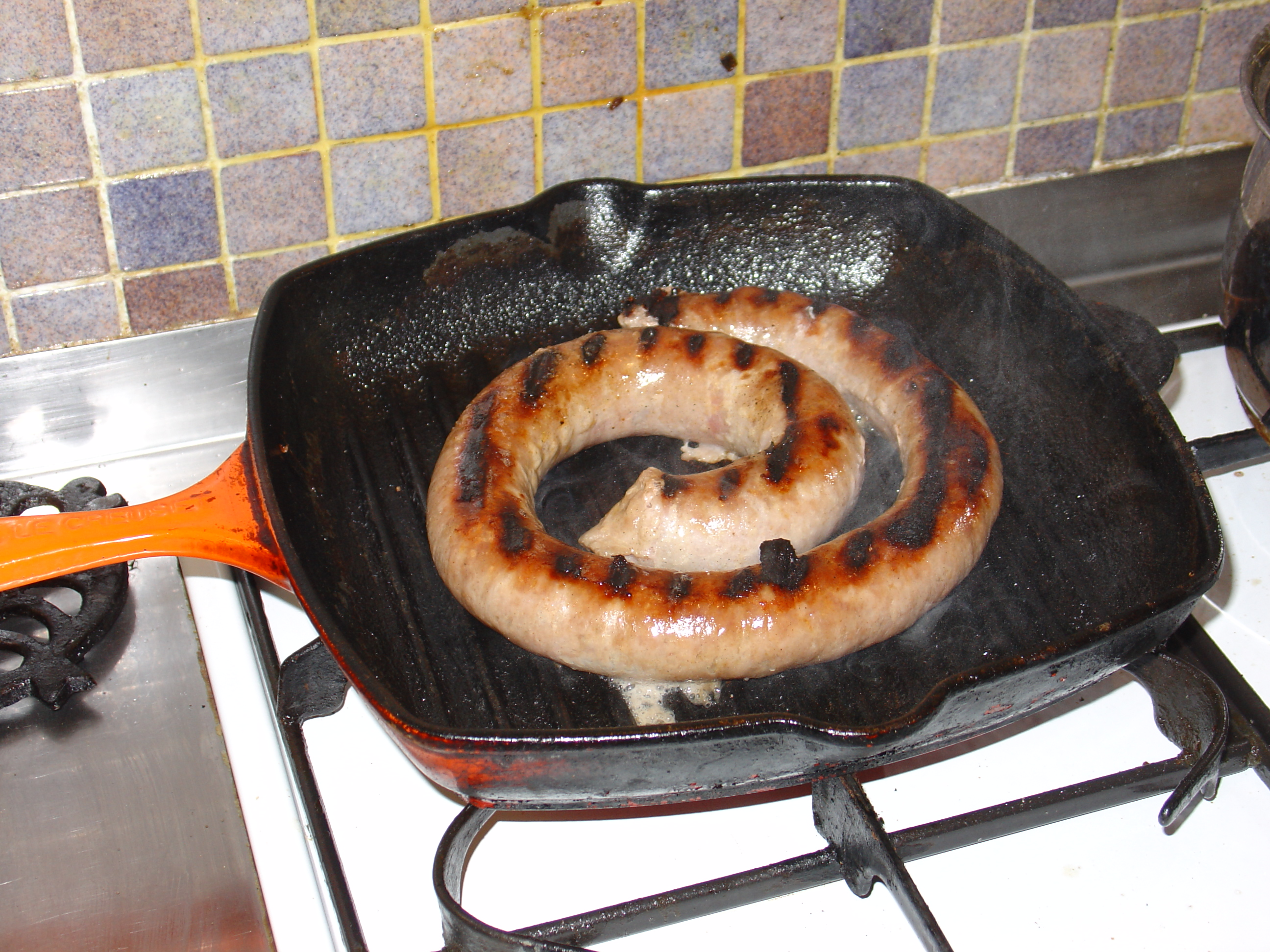
Salchicha de Cumberland.

La salchicha de Cumberland es un tipo de salchicha tradicional originaria del antiguo condado inglés de Cumberland, actualmente parte de Cumbria. Suelen ser muy largas (hasta 50 cm) y se venden enrolladas, pero en el oeste de Cumbria se sirven tradicionalmente en curvas largas con un huevo frito, acompañada de patatas fritas y guisantes. A veces se elaboran más cortas, como las salchichas normales, y a veces se sirven empanadas.

## Características
En su elaboración emplea carne de cerdo condimentada con diversas hierbas y especias, aunque el sabor final suele estar dominado por la pimienta, tanto negra como blanca, en contraste con el sabor de otras variedades, como la de Lincolnshire, en las que predominan las hierbas. Tradicionalmente no incluye colorantes ni conservantes. Un rasgo característico es que la carne se trocea en lugar de picarla, dando a la salchicha una textura gruesa.
El producto toma su nombre del antiguo cerdo Cumberland, según la tradición anglosajona. Extinta desde principios de los años 1960, suele emplearse carne de Large Black, Gloucestershire Old Spots o galés.